# Еџертон (Вајоминг)
Еџертон (енгл. Edgerton) град је у америчкој савезној држави Вајоминг.

## Демографија
По попису из 2010. године број становника је 195, што је 26 (15,4%) становника више него 2000. године.
| Група             | 2000.       | 2010.       |
| Белци             | 161 (95,3%) | 174 (89,2%) |
| Афроамериканци    | 0 (0,0%)    | 1 (0,5%)    |
| Азијати           | 0 (0,0%)    | 0 (0,0%)    |
| Хиспаноамериканци | 2 (1,2%)    | 11 (5,6%)   |
| Укупно            | 169         | 195         |